# US Ancona 1905

Logoul precedent

Associazione Calcio Ancona este o echipă de fotbal din Ancona, Marche, care evoluează în Serie B, a doua ligă de fotbal din Italia. A fost fondată în 1905 ca Unione Sportiva Anconitana, denumirea fiindu-i schimbată ulterior în Ancona Calcio 1905 în 1981. Ancona a jucat în Serie A în sezonul 2003/04, dar a terminat pe ultima poziție și a fost retrogradată. Din cauza falimentului a fost retrogradată două divizii în Serie C2. A fost refondată în 2004 ca AC Ancona. Culoarea clubului este roșu.

## Lotul actual
Din 31 august 2015
| Nr. |                  | Poziție | Jucător                                  |
| --- | ---------------- | ------- | ---------------------------------------- |
|     | Italia           | P       | Gianclaudio Lori                         |
|     | Italia           | P       | Giuseppe Polizzi                         |
|     | Italia           | P       | Andrea Fabrizzi                          |
|     | Coasta de Fildeș | F       | Dramane Konaté (împrumutat de la Empoli) |
|     | Italia           | F       | Lorenzo Paoli                            |
|     | Italia           | F       | Marco Mallus                             |
|     | Italia           | F       | Alessandro Radi                          |
|     | Italia           | F       | Pasquale Di Sabatino                     |
|     | Italia           | F       | Daniele Pedrelli                         |
|     | Italia           | F       | Alessandro Di Dio                        |
|     | Maroc            | M       | Zaccaria Hamlili                         |
|     | Italia           | M       | Matteo Adamo (împrumutat de la Roma)     |
|     | Italia           | M       | Lorenzo Bambozzi                         |
|     | Italia           | M       | Luca Gelonese                            |
|     | Italia           | M       | Francesco Salciccia                      |

| Nr. |            | Poziție | Jucător                                      |
| --- | ---------- | ------- | -------------------------------------------- |
|     | Italia     | M       | Luca Parodi (împrumutat de la Torino)        |
|     | Italia     | M       | Matteo Lignani                               |
|     | Italia     | M       | Umberto Cazzola                              |
|     | Italia     | M       | Pierantonio Sassano                          |
|     | Italia     | M       | Daniele Casiraghi                            |
|     | Italia     | M       | Francesco Di Mariano (împrumutat de la Roma) |
|     | Italia     | M       | Francesco Bramucci                           |
|     | Italia     | A       | Davide Montagnoli                            |
|     | Italia     | A       | Cristiano Lombardi (împrumutat de la Lazio)  |
|     | Montserrat | A       | Dean Morgan                                  |
|     | Italia     | A       | Tiberio Velocci                              |
|     | Italia     | A       | Massimo Bussi                                |
|     | Italia     | A       | Luca Cognigni                                |
|     | Italia     | A       | Giuseppe Maiorano (împrumutat de la Inter)   |

## Jucători notabili
- Daniel Andersson
- Massimo Agostini
- Dino Baggio
- Nicola Caccia
- Felice Centofanti
- Lajos Détári
- Maurizio Ganz
- Dario Hübner
- Mario Jardel
- Alessandro Melli
- Davide Micillo
- Mauro Milanese
- Alessandro Nista
- Goran Pandev
- Milan Rapaić
- Vladislav Mirchev

## Antrenori și președinți
| - 1905-1913 Recchi - 1914 Ceda - 1923-1926 Ferenc Molnár - 1927 Mihály Balacics - 1932-1933 Ferenc Molnár - 1934-1935 Ivo Fiorentini - 1937-1938 György Kőszegy - 1938-1939 Ferenc Hirzer - 1939-1941 Giovanni Degni - 1942-1943 Enrico Migliavacca - 1945-1946 Achille Piccini - 1946-1947 Achille Piccini, Alceo Moretti - 1947-1948 Giovanni Corbjons - 1948-1950 Giovanni Degni - 1950-1951 Giovanni Degni, Giostra, Giovanni Corbjons - 1951-1952 Romolo Marinari, Gustavo Fiorini - 1952-1953 Gustavo Fiorini, Achille Piccini - 1953-1955 Romolo Marinari - 1955-1956 Umberto Zanolla - 1956-1958 Carlo Parola - 1958-1959 Carlo Parola, Renato Piacentini - 1959-1960 Francesco Capocasale, Monaldi - 1960-1961 Aredio Gimona - 1961-1963 Ottorino Dugini - 1963-1964 Renato Spurio, Piacentini - 1964-1965 Mantico - 1965-1966 Gratton, Giorgio Arzeni - 1966-1967 Aroldo Collesi - 1967-1968 Aroldo Collesi, Antonio Giammarinaro - 1968-1969 Antonio Giammarinaro - 1969-1970 Mario David - 1970-1971 Mario David, Giorgio Arzeni - 1971-1972 Angelo Becchetti, Giorgio Arzeni - 1972-1973 Giorgio Arzeni e Di Giacomo - 1973-1974 Raffaele Cuscela - 1974-1976 Natale Faccenda - 1976-1977 Paolo Luzi, Aroldo Collesi, Roberto Cannarozzo - 1977-1978 Marcello Neri - 1978-1979 Giovanni Mialich - 1979-1980 Pietro Fontana, Dino Ballacci - 1980-1981 Giancarlo Ansaloni, Roberto Cannarozzo - 1981-1984 Luigi Mascalaito - 1984-1985 Giuseppe Marchioro - 1985-1986 Bruno Pace - 1986-1987 Andrea Valdinoci, Giancarlo Cadè - 1987-1989 Giancarlo Cadè - 1989-1994 Vincenzo Guerini - 1994-1995 Attilio Perotti, Roberto Cannarozzo - 1995-1996 Massimo Cacciatori, Marcello Neri - 1996-1997 Giuseppe Petrelli, Mario Colautti, Fabio Brini - 1997-1998 Francesco Giorgini, Franco Scoglio, Francesco Giorgini - 1998-1999 Roberto Clagluna, Bruno Giordano - 1999-2001 Fabio Brini - 2001-2002 Fabio Brini, Luciano Spalletti - 2002-2003 Luigi Simoni - 2003-2004 Leonardo Menichini, Nedo Sonetti, Giovanni Galeone - 2004-2005 Pierluigi Frosio - 2005-2006 Marco Alessandrini, Agostino Iacobelli, Angelo Lombardo - 2006-2007 Francesco Monaco, Marco Baroni, Francesco Monaco - 2007-2008 Francesco Monaco - 2008-2009 Francesco Monaco, Sandro Walter Salvioni - 2009-2010 Sandro Walter Salvioni - 2010-2011 Marco Lelli - 2011-2012 Massimiliano Favo, Marco Osio, Sauro Trillini - 2012-2013 Augusto Gentilini, Massimiliano Favo - 2013-oggi Giovanni Cornacchini |

| - 1905-1907 Luigi Battenti - 1908-1911 Pietro Recchi - 1912-1913 Ugo Borghetti - 1913-1919 Duilio Paoloni - 1919-1923 Costarelli - 1923-1927 Benedetto Veneziano - 1928-1929 Luigi Perotti - 1929-1931 Giovanni Moroder - 1932-1933 Benedetto Veneziano - 1934-1935 Duilio Paoloni - 1936-1938 Adriano Archibugi - 1939-1941 Alfredo Frontalini - 1941-1943 Mario Baldoni - 1945-1946 Ernesto Esposto - 1947-1950 Bruno Battistoni - 1951-1952 Corrado Ascoli - 1952-1953 Adolfo Brunetti - 1953-1954 Alberto Mario Burattini - 1954-1957 Luciano Paoloni - 1959-1961 Fausto Ascoli - 1961-1965 Rolando Ricciotti - 1965-1970 Albertino Castellucci - 1970-1971 Giorgio Bugaro - 1971-1977 Giorgio Grati - 1977-1984 Natale Maiani - 1984-1992 Camillo Florini - 1992-1993 Antonio Squillace - 1993-1994 Corrado Catalani - 1994-1995 Lamberto Bolognini - 1995-1996 Francesco Contadini - 1996-1997 Angelo Deodati - 1997-1998 Maurizio Zappacosta - 1998 Carlo Auriemma - 1998-1999 Giuseppe Polverino - 1999-2000 Mario Bonsignore - 2000-2002 Remo Gaetti - 2002-2004 Ermanno Pieroni - 2004-2006 Giampiero Schiavoni - 2006-2007 Franco Fedeli - 2007-2008 Giampiero Schiavoni - 2008 Sergio Schiavoni - 2008-2010 Giorgio Perrotti - 2010 Flavio Mais - 2010-2013 Andrea Marinelli - 2013-2014 Gilberto Mancini - 2014-2015 Andrea Marinelli - 2015-oggi Fiorello Gramillano |

## Suporteri și rivalitate
Rivalul principal al echipei AC Ancona este Ascoli. Ultrașii Ancona sunt cunoscuți pentru atitudinea anti-rasistă și anti-fascistă.